# Gemeentelijke herindelingsverkiezingen in Nederland 1948
Gemeentelijke herindelingsverkiezingen in Nederland 1948 geeft informatie over tussentijdse verkiezingen voor een gemeenteraad in Nederland die gehouden werden in 1948.
De verkiezingen werden gehouden in twee gemeenten die betrokken waren bij een herindelingsoperatie die op 1 januari 1949 is doorgevoerd.

## Verkiezingen in december 1948
- de gemeenten Breukelen-Nijenrode en Breukelen-Sint Pieters: samenvoeging tot een nieuwe gemeente Breukelen.[1][2][3]

Door deze herindeling daalde het aantal gemeenten in Nederland per 1 januari 1949 van 1.017 naar 1.016.
In deze gemeenten zijn de reguliere gemeenteraadsverkiezingen van 22 juni 1949 niet gehouden.